# ジュズダマ

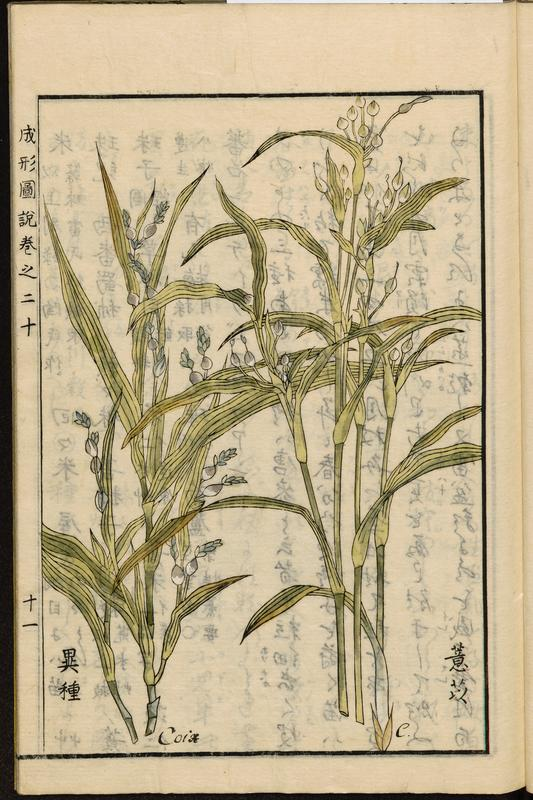
江戸時代の農業百科事典『成形図説』のイラスト（1804）

ジュズダマ（数珠玉、学名: Coix lacryma-jobi var. lacryma-jobi または Coix lacryma-jobi）は、水辺に生育する大型のイネ科植物の一種である。東南アジア原産。郊外の水辺などに生える野草で、草丈1 - 2メートルほどになる。実は硬くて光沢があり、昔はつないで数珠の玉にした。食用品種をハトムギと呼ぶ。

## 名称
和名のジュズダマは、かつて球形状の実（苞鞘）をつないで数珠の玉にしたことに由来する。別名で、ズズ、ズズゴ、ツシダマ、トウムギ、地方によっては、ズウズク（千葉県）、スズ（和歌山県）、ボダイズ（岡山県）の方言名でも呼ばれる。
三秋の季語にもなっている。花言葉は「祈り」である。
川穀（せんこく）とも称するが、これは食用種（ハトムギ）の別名とする資料や、漢方薬・生薬名と解説する文献もみられる。
種小名及び英語名の「Job's Tear」は『ヨブの涙』を意味し、旧約聖書の登場人物ヨブにちなんでいる。

## 分類学

### ハトムギ
食用品種のハトムギ（C. lacryma-jobi var. ma-yuen）は、ジュズダマを改良した栽培種である。全体がやや大柄であること、花序や果実が垂れ下がること、実（つぼ）が薄くそれほど固くならないことが、原種ジュズダマとの相違点である。ハトムギの実は卵形で光沢がなく、固くなくて指でつぶれる。また薬効も異なる。

### 日本での細分類
江戸時代、小野蘭山は『本草綱目啓蒙』で「薏苡」について食用を二種、食用とせぬもの二種としており、食用種はシコクムギとチョウセンムギとしている。
この二つは文献上では異なる変種であるが、きわめて近似種であり、"ハトムギは, [これら]食用種2種を総括した名称であることは, 明治10年 代の文献によってあきらか
である"と述べられている。

### チョウセンムギ
チョウセンムギは学名 C. lacryma-jobi var. koreanaが充てられているが、この変種名は世界の植物分類学では流通性が乏しく、後述のWCSPFチェックリストでは未登録名である。また、C. agrestisという別種として松村任三が記載しているが、現在ではこれは別種でなくCoix lacryma-jobi var. lacryma-jobiの異名とされている。
蘭山によれば、真の薏苡であるシコクムギは皮は指でつまんで軽く押せば割れるほど柔らかいが、日本に到来したのは享保年間である。これを事実とするならば、享保以前の文献において日本での「薏苡」の消費に関わる記述は、皮は硬くて撃たねば割れないチョウセンムギのほうと解釈できる。

### オニジュズダマ
日本古来の文献における非食用の2種は、ジュズダマとオニジュズダマで、後者はC. lacryma-jobi var. maxima Makino という変種として牧野富太郎が発表し、WCSPFチェックリストの登録名である（正名としては認められていない）。

### 世界標準的な分類
World Checklist of Selected Plant Familiesには以下の4変種が正名として登録されている
- Coix lacryma-jobi var. lacryma-jobi。インドからマレー半島、台湾にかけて広く分布、他の地域にも定着している。オニジュズダマ var. maxima は異名。
- Coix lacryma-jobi var. ma-yuen (Rom.Caill.) Stapf。 ハトムギ
- Coix lacryma-jobi var. puellarum (Balansa) A.Camus。アッサムから中国雲南省、インドシナに分布。
- Coix lacryma-jobi var. stenocarpa Oliv.。ヒマラヤ山脈東部からインドシナ。

## 分布・生育地
インドシナ・インドネシアなどの東南アジア、インドなどの熱帯アジア原産。
日本では本州から沖縄までの範囲に分布する。主に水辺に生え、野原や空き地、湿地などに自生する。日本には古くから食用にする有用植物として、渡来したものが帰化したと考えられていて、暖地の小川の縁などに野生化している。

## 特徴
大形の多年草であるが、日本の関東地方では冬期に枯れて一年草となる。草丈は1 - 2メートル (m) ほどになる。茎は叢生して大株となり、根元で枝分かれした多数の茎が束になって直立して、茎の先の方まで葉をつける。葉は互生し、線形で幅広い葉を伸ばし、幅1 - 4センチメートル (cm) 、長さ20 - 50 cmくらい、葉縁はざらつき、下の方は鞘になって茎を抱く。
花期は夏から秋にかけて（7 - 10月）。花は上部の葉腋から長短不揃いの柄を持った穂状花序を出す。花茎の先端には雌花が入った長さ1 cmの丸いつぼみ形の苞（苞葉鞘、苞鞘）をつけ、その先から雄花の小穂がのびる。雌花の小穂は固い苞に包まれた花穂で柱頭だけを外に出し、雄花の小穂は苞を貫いて伸びて、雄しべを垂らす。花の色は白っぽい。
秋に果実が熟すると、果実を包む苞葉鞘は灰白色・茶褐色・セピア色・黒褐色など一粒ずつ微妙に色は異なり、光沢があるホーロー質になって表面が非常に固くなり、長さ10ミリメートル (mm) 、直径7 mm卵状球形の数珠玉状になる。熟した実は、根元から外れてそのまま落ちる。実は内部に空気を含む隙間があって水に浮き、流れに乗って散布される。

### 花の構造

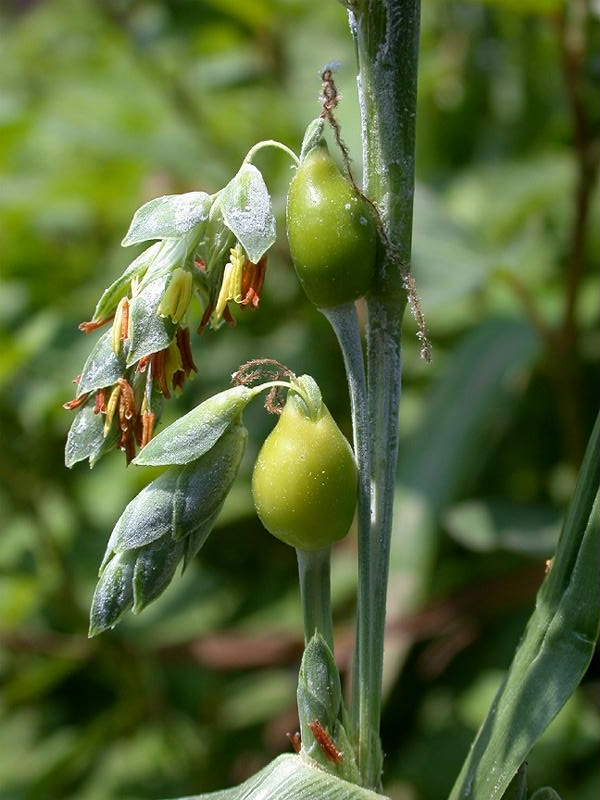
花序

イネ科植物の花は、花序が短縮して重なり合った鱗片の間に花が収まる小穂という形になる。その構造はイネ科に含まれる属によって様々であり、同じような鱗片の列に同型の花が入るような単純なものから、花数が減少したり、花が退化して鱗片だけが残ったり、まれに雄花と雌花が分化したりと多様であるが、ジュズダマの花序は、中でも特に変わったもののひとつである。
まず、穂の先端に雄花、基部に雌花があるが、このように雄花と雌花に分化するのは、イネ科では例が少ない。細かいところを見ると、さらに興味深い特徴がある。
実のように見えるものは、正しくは果実ではなく、雌花を包んでいる鞘状の葉が分厚く硬く変形した器官で、植物学的には苞鞘（ほうしょう）または、苞葉鞘（ほうようしょう）という。この苞葉鞘の先端には穴が開いており、若い苞葉鞘の先端から伸び出ている稲穂のような雄花の集まりを雄花穂（ゆうかすい）と呼んでいる。雄花穂からは黄色い葯が垂れて、先端が開いて風で花粉が飛ばされる。雌花は苞葉鞘の中に隠れていて、雌しべの先が2本に分かれて白いひも状に伸びた柱頭だけを苞葉鞘の先端から外に出して、風で運ばれてきた花粉を受粉する。一つの苞葉鞘の雄花と雌花は同時に咲くことはなく、必ず雌花が雌しべを出して先に咲いて枯れてから、雄花が葯を出すようになっていて、自身の花の花粉で受精しないように回避している。
雌花は受粉して果実になると、苞葉鞘の内で成熟し、苞葉鞘ごと脱落する。一般にイネ科の果実は鱗片に包まれて脱落するが、ジュズダマの場合、鱗片に包まれた果実が、さらに苞葉鞘に包まれて脱落するわけである。
実際には若い苞葉鞘の中には雌花のつぼみが3つ入っていて、このうち1つだけが実をむずび、残り2つは実を結ぶ性能力がなくなって退化し、枯れてしまう不稔雌花（ふねんめばな）になる。この不稔雌花が枯れた跡が、ネックレスなどを作る際に不要になる2本の棒状の芯であり、数珠玉のビーズ穴の元となるものである。雄花穂は花粉を出すと枯れ落ちるが、雌花1個は受精すると、苞葉鞘に守られて中で種子に育つ。中の種子の胚乳部分にデンプンが蓄えられて熟すころには、苞葉鞘は固くツルツルになり、ネズミなどの動物に食べられるのを防いでいる。

## 利用
脱落した実は、乾燥させれば長くその色と形を保つので、数珠を作るのに使われたことがある。固く光る天然のビーズ玉となり、何の細工もしなくても自然に穴が通っているため、針で糸を通してネックレスが作られる。実の穴に詰まっている芯をつつき出して針を通し、糸を通すのも容易にできる。

### 古代
中国陝西省米家崖（Mijiaya）村に位置する新石器時代（仰韶末期、半坡IV標式の層、前3400–2900年）の遺跡からは、ジュズダマを原料のひとつとした5000年前のビール醸造の痕跡が発見されている。他の原料は、外来種のオオムギや、キビなど穀類、および塊茎類だった。またインドの北東部の前1000年頃の遺跡からもジュズダマは発掘されており、インドでの栽培は前1000年–2000年頃と論じられている。
本邦でも西日本（中国地方）では、縄文時代早期（約6000年前）より稲作のみならずジュズダマ属の栽培がおこなわれていたことが、例えば岡山県の朝寝鼻貝塚の珪酸体分析から判明している。弥生時代の登呂遺跡（静岡県）からジュズダマが出土することは既に知られていた。

### 食用
野生種もハトムギ同様に、固い実の殻を割って、中の穀粒を取り出して雑穀として食べることができる。食味は、豆の味に似てモチモチ感があり、米飯と一緒に混ぜて炊飯されたりされる。殻の中の穀粒を製粉すれば、応用範囲が広がる。グルテンを含まないので、膨らんだパン類などの用途には向かない。

### 薬用
野生種は、秋に成熟した実を採取し、皮付きのまま砕いて硬い種皮を除いたものは生薬となり、川穀（）や贛珠（）という名でも流通させて、薏苡仁（よくいにん）と区別するが、品質は劣れど代用可能と江戸時代の医学書『用薬須知』（巻之二 ・草部）に記される。
民間では、リウマチ、神経痛、肩こりに１回量10グラムの川穀を、水500 ccで半量になるまでとろ火で煎じ、3回に分けて分服する用法が知られている。

### 装飾品
数珠つなぎにしてネックレスにしたり、衣服や帽子、バッグなどに縫い込むなどして各地の民族衣装に使われる。
日本ではいまやほとんど念珠の材料にされないようであるが（後述）、インド、ミャンマー、ラオス、台湾、韓国の一部では、仏教徒が用いるためのジュズダマ製の数珠がいまだ作成されている。またキリスト教のロザリオとしてもフィリッピンやボリビアなどの国で使われてきた。

#### 日本
日本に伝来した時期は詳しく判明していないが、柳田國男は、その「海上の道」論において仏教伝来以前に日本に土着した文化のものと推論するが 。落合氏は、仏教伝来と同時代の6世紀前半で黒井峯遺跡の発掘されたと挙げているが、日本への伝来は上述したように縄文時代に遡る。
また平安時代の遺跡（藤原宮）でも出土しており、それに関して、植物学者の小清水卓二は、ジュズダマは念珠にも使われたと述べている。
しかし、少なくとも近代では、実際に仏事に用いる数珠として使われることはまずなく、子供らが数珠つなぎにして首飾りとして遊ぶに過ぎないとされる 。花環同様にネックレスや腕輪など簡易の装飾品として、特に庶民の女の子の遊びの一環で作られてきた。
ただし例外として、山伏がもちいるイラタカの数珠というものがあり、これは特にオニジュズダマという変種（C. lacryma-jobi var. maxima Makino）が使われる
海上の道の伝来説
柳田國男の「海上の道」説では、ジュズダマとタカラガイの関連を試みており、同じ文化として日本に渡来したか、同じ文化の民族移動があったとみている。ジュズダマの異名にズズダマ、ツシダマがあるが、ツシヤという古語が「宝貝」の意ではないかという仮説を立て、ジュズダマとは本来「タカラガイの玉」といような大意の名称ではないかとする主旨である。しかしこの古語の精確な意味は不詳であり、柳田は自分の"想像は、誠に幽な暗示の上に築かれている"と認めている。
日本では他の学者もこの論説の検証を試みている。柳田はその著書でジャクソンが作図したタカラガイ利用の分布地図を掲載するが、例えば人類学者の岩田慶治も、タカラガイの利用分布と、ジュズダマの利用分布の照合を意図したが、本格的な成果には至っていない。

#### 東南アジア大陸部
タイ、ミャンマー、中国にまたがる周辺の山岳地帯に住むハニ族やカレン族は、幾つかの変種を栽培しており、ビーズとして衣服・装飾品などに利用している。アカ族では女性の衣服のみに使われるとされており、帽子、上着、バッグ等に種を縫い留める。また、様々な形状のビーズを組み合わせて使用する。カレン族のあいだでは、既婚の女性の上着にしか使用されず、もっぱら細長い種にこだわって使用する。 たとえばタイのチエンラーイ県のカレン族から民芸品が採集されている。

#### 東南アジア島嶼部
北ボルネオでは、マレー系のケラビット族（マレーシア・サラワク州）、 ドゥスン族やムルット族（ともにサバ州）は、いずれも装飾品にジュズダマを利用している。ボルネオのカヤン・ダヤク族の間でも、普段着や戦闘服の装飾に使われてきた。
フィリッピンではジュズダマ（タガログ語: tigbí）は様々な現地名で呼ばれており（例：ビサヤ諸島ではビコール語：adlái）、英語圏でもアドレー（adlay）の名で流通することがある。数珠繋ぎにしたビーズは、キリスト教徒のロザリオとしても使われ、ビーズカーテンに加工されたり（例：ミンダナオ島のティボリ族）、バスケットやトレーなどの容器に使用される。